# Kleiner Rohrplan
Der Kleine Rohrplan bei Zecherin ist eine Insel im nördlichen Peenestrom. Er liegt nördlich des Ortsteils Zecherin, wo er mit weniger als 60 Metern den geringsten Abstand zur Insel Usedom hat, im Gebiet der Gemeinde Mölschow. In Nord-Süd-Richtung ist der Rohrplan über 640 Meter lang, die größte Breite liegt bei mehr als 140 Metern. 
Die Insel wurde jahrhundertelang als Weideland genutzt. Nach der Einstellung der Nutzung in der zweiten Hälfte des 20. Jahrhunderts breitete sich Schilfrohr über die gesamte Fläche aus.